# 316 î.Hr.

## Decese
- dată necunoscută: Olimpia din Epir  (n. 375 î.Hr.)
- dată necunoscută: Porus rege din India (n. ?)
- dată necunoscută: Filip al III-lea al Macedoniei rege al Macedoniei (n. 359 î.Hr.)